# قالی سنندج

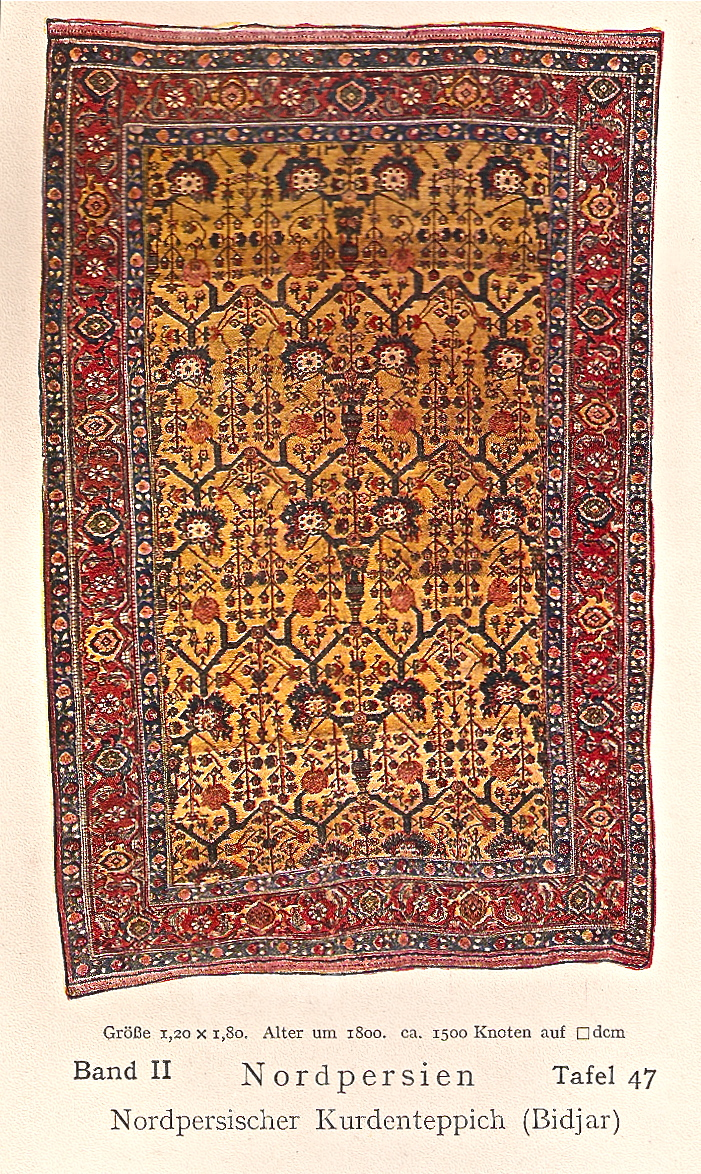
قالی بیجار

قالی سنندج یکی از انواع قالی است که در شهر سنندج بافته می‌شود. سنندج در کنار بیجار یکی از دو قطب فعال در زمینهٔ قالی‌بافی در استان کردستان است. قالی‌بافی و پیشرفت آن در سنندج را تا حد زیادی باید مرهون مقامات محلی دانست که در سده‌های قبل در آنجا حکومت می‌کرده‌اند و از این هنر و سایر هنرها حمایت می‌کرده‌اند. شهرت سنندج بیشتر به واسطه گلیم‌های بسیار نفیس آن که دارای آوازه جهانی است.

## ویژگی‌ها
دشت‌ها و کوهپایه‌های استان کردستان یکی از مناطق مهم گله‌داری کشور است که گوسفندان آن نیز معمولاً از نژادهای کردی و مریوانی است. پشم مصرفی در قالیبافی سنندج بیشتر از نوع دست‌ریس و بسیار نازک است. تا حدی که گاهی تفکیک و تشخیص نخ‌های دست‌ریس و کارخانه‌ای مشکل است. قالی‌های سنندج به روش ترکی چله‌کشی می‌شوند و چله‌ها امروزه از جنس پنبه می‌باشند.
قالی‌های اصیل کردستان به‌ویژه سنندج از نوع یک پود ضخیم است که به نظر می‌رسد استفاده از یک پود در بافت قالی متأثر از دست‌بافته‌هایی چون گلیم، گبه و … باشد. ولی امروزه در بافت قالی‌ها از هر نوع پود استفاده می‌شود.
دارهای مورد استفاده در مناطق شهری عمودی و از نوع ثابت است. رج شمار فرش‌های قدیمی سنندج بین ۱۵ و حداکثر ۲۵ متغیر بوده‌اند. اگر چه در معدود نمونه‌های نفیس و منحصر به فرد رج شمارهای بالاتر نیز دیده شده، اما قالی‌های امروز سنندج دارای رج شماری بین ۲۵ تا ۳۵ هستند.
یکی از ویژگی‌های بارز قالی‌هایی سنندج، پرزهای کوتاه آن است که معمولاً پرداخت و قیچی آن در زمان بافت صورت می‌گیرد.
با وجود آنکه گره نامتقارن در میان اهل فن به «گره فارسی» یا «گره سنه» (نام کُردی آن شهر) معروف است، با این حال فرش‌های سنندج با گره‌ای از نوع متقارن یا به عبارتی گره ترکی بافته می‌شوند. به‌کارگیری الیاف کاملاً تابیده‌شده توسط قالی‌بافان موجب شده که گره‌های فرش آنان در پشت فرش به خوبی دیده شود. تمایل بافندگان در نوع بافت بیشتر به قالی‌های «لول‌بافت» است.

## طرح‌های رایج
طرح ماهی‌درهم، عمده‌ترین طرح مورد استفاده قالی سنندج است. هر چند که در گذشته طرح‌های متنوعی در این شهر بافته می‌شد، ولی امروزه، بخش اعظم قالی‌های دستباف این شهر، طرح ماهی درهم (هراتی) است که در قالب‌های گوناگون لچک ترنج (که در زبان محلی آن را کلاه فرنگ می‌گویند)، سه ترنج و … بافته می‌شود. اگر چه نمی‌توان طرح‌های گسترده را دسته‌بندی کرد ولی می‌توان آن‌ها را تحت عنوان‌های ذیل بررسی کرد:

### طرح بته جقه
جقه‌های کردستان با بته جقه‌های مناطق دیگر چون کرمان، قم و … تفاوت دارد مانند: جقه چارکی، جقه توپی، جقه بادامی، جقه نیم‌گره‌ای، جقه گره‌ای، جقه و مروارید، جقه و قندیل، جقه زمردی، جقه پاشتری و …

### طرح گل فرنگ
با ورود پارچه‌های خارجی به ایران، کاربرد طرح گل فرنگ، در بسیاری از صنایع دستی ایران رایج شد که از آن جمله گل فرنگ‌های متداول صنایع دستی در کردستان است. مثل «گل جرسه» که از پارچه‌های ژرسه فرانسوی گرفته شده است. «دسته گل» (گل محمدی) که شامل دسته‌های گل رز یا «گل میرزا علی» و … است.

### طرح گل و بلبل
این طرح دسته‌هایی از گل‌ها که همراه با شاخه‌هایی که بر روی آن پرندگان قرار دارند. در طرحی موسوم به «عروس و داماد»، علاوه بر این گل‌ها و پرنده‌ها، آدمک‌هایی نیز اضافه می‌شوند.

### گل وکیلی
زمینه‌ای پر از گل‌های تجریدی که در میان آن‌ها نگاره‌های دیگری نیز نقش شده است. همانگونه که ذکر شد؛ امروزه بافت این طرح‌های متنوع بسیار کم شده و می‌توان گفت؛ در پایان جنگ جهانی دوم، بافندگان سنندج این طرح‌ها را کنار گذاشتند و اینک «ماهی سنه» از نقشه‌های رایج سنندج است.

## رنگ‌بندی
قالی‌های قدیمی سنندج دارای رنگ‌آمیزی بدیع و شفافی بودند که متأسفانه امروزه جای خود را به رنگ‌های بی‌ثبات و خام شیمیایی داده‌اند. استفاده از رنگ‌های لاکی سیر، سرمه ای و آبی در رنگ آمیزی فرش‌های قدیمی سنندج اهمیت دارد. فرش‌های امروز سنندج علاوه بر رنگ‌های مذکور، با کاربرد رنگ‌های نسبتاً ملایم تری مانند: کرم، آبی روشن و لاکی روشن از تنوع بیشتری برخوردار است.

## رنگرزی
رنگرزی در سنندج و سایر مناطق کردستان نیز چون بیشتر نواحی ایران ابتدا با رنگرزی گیاهی شروع شد و سپس با سهل الوصول بودن رنگ‌های شیمیایی، رنگرزی شیمیایی در آن‌ها رواج گرفت که این امر لطمه زیادی به کیفیت قالی‌های بافته شده در این شهر زده است.

## ابعاد
به نظر می‌رسد که بافت قالی‌هایی با ابعاد کوچک در سنندج متداول است که تحت تأثیر بافته‌های عشایری آن منطقه می‌باشد. فرش‌ها در ابعاد مختلفی مانند پشتی، ذرع و نیم، دو ذرع، کناره، شش مترمربعی و حداکثر نه مترمربعی بافته می‌شوند، ابعاد بزرگ‌تر کمتر مورد توجه بوده‌اند.

## وضعیت فعلی
بافت‌های امروزی سنندج اغلب یکنواخت بوده و مهارت بافندگان و طراحان آن در دهه‌های اخیر تغییر چندانی نکرده است.
با مشاهده فرش‌های زیبا و مرغوب گذشته سنندج می‌توان به جرئت ادعا کرد که مرغوبیت فرش‌های کنونی سنندج تا حدودی کاهش یافته است. از طرف دیگر عدم همخوانی طرح‌های ظریف، اصیل و قدیمی سنندج با رنگ‌های شیمیایی (که امروزه مصرف می‌شوند) و بافت دو پود، موجب افت کیفیت قالی سنندج شده است. از آنجایی که بخش اصلی بافندگان و رنگرزان استان کردستان را زنان و دختران تشکیل می‌دهند و عمدتاً بخش عظیمی از کار قالیبافی در تمامی مراحلش در منزل انجام می‌گیرد، لذا تعداد کارگاه‌هایی که در زمینه قالی سنندج فعالیت دارند، نسبت به اکثر مناطق دیگر کمتر است. به طوری‌که طبق آمار وزارت جهاد کشاورزی در تابستان ۱۳۸۰ در سراسر استان کردستان فقط ۲ کارگاه ریسندگی و ۷ کارگاه رنگرزی ثبت شده، وجود داشت.

## قالی‌بافی
قالی بافی در کردستان بسیار رایج است و نام کردستان همیشه مترادف با مهم‌ترین قالیهای دستبافت بوده که با کمال ذوق و سلیقه پدید آمده است و قالی افشار و سنندج و بیجار و بوکان امروز شهرت جهانی دارد و به تحقیق یکی از پر ارزش‌ترین فرش‌های ایران است بیشتر طرحهای مورد استفاده قالیبافان در کردستان طرحهای شکسته بوده و به ندرت از طرحهای دیگر استفاده می‌شود، از میان این طرحها می‌توان به طرح ماهی‌درهم (هراتی)، ریز ماهی نقش بته ای، گل وکیلی، گل میرزا علی، گل مینا و شاخ گوزن و میناخانی اشاره کرد.

## فرش‌های ایلیاتی و روستایی
قالی‌های بافت روستا به دلیل استفاده از پودهای ضخیم پشمی، دارای بافت سنگین و پرزهای بلند و گوشتی هستند. از این‌رو، آن‌ها را در اصطلاح محلی «خرسک» می‌نامند. طرح این قالی‌ها بیشتر هندسی است. طراحی این فرش‌ها به صورت «ذهنی بافت» اجرا می‌شود؛ به این معنی که هر بافنده در بافت نقشه‌ای خاص مهارت می‌یابد و طرح کلی آن را در ذهن خود حفظ می‌کند و هربار بر طبق سلیقه خود آن را می‌بافد. رنگ زمینه بیشتر این قالی‌ها تیره است و طرح‌ها با تضاد رنگی مشخص بر آن قرار می‌گیرد.